# Šašek v manéži
Šašek v manéži (v anglickém originále Krusty the Clown) je 8. díl 30. řady (celkem 647.) amerického animovaného seriálu Simpsonovi. Scénář napsal Ryan Koh a díl režíroval Matthew Faughnan. V USA měl premiéru dne 25. listopadu 2018 na stanici Fox Broadcasting Company a v Česku byl poprvé vysílán 25. března 2019 na stanici Prima Cool.

## Děj
Když školní deník Čtvrťák začne prodělávat ředitel Skinner, jmenuje nového šéfredaktora, který degraduje Lízu na televizní recenzentku. Brzy si uvědomí, že Homer má talent na rekapitulaci televizních pořadů, a předá mu její pozici. Homer je úspěšný, ale kvůli negativním recenzím pořadu Show Šáši Krustyho se Krusty naštve a snaží se Homera vytlačit ze silnice. Policie po něm pátrá, Bart mu však pomůže ukrýt se v cirkusu a uplatní se jako cirkusový klaun. Krusty si cirkus oblíbí, posléze však cirkus uzavřou. Šáša Krusty se rozhodne cirkus zachránit, ale cirkusoví klauni jej odsoudí, neboť zjistí, že je televizní klaun. Do role televizního klauna se vrátí poté, co od recenzenta dostal hodnocení A.
Neustálé rekapitulování se nelíbí Homerově manželce Marge. Korporátní ředitel se snaží Homera přesvědčit, aby neodcházel, a vysvětluje, že mnoho pořadů skutečně neexistuje. Homer a Líza podvod ohledně neexistujících pořadů vydají na webové stránky školního deníku, článek je však brzy smazán a nahrazen clickbaitem.

## Přijetí
Rodney Ho z AJC udělil dílu hodnocení A a prohlásil: „Nakonec tato epizoda přikládá televizním rekapitulacím velkou důležitost, což oceňuji. Ale abych byl upřímný, nejsem si jistý, jestli je tato část mé práce tak důležitá jako dřív. Přesto, protože se tato epizoda týká mé práce a já jsem snadno manipulovatelný novinářský narcis, dávám této epizodě A!".
Tony Sokol z Den of Geek udělil dílu 4,5 z 5 bodů: „Šašek v manéži je skvělá epizoda, dost dobrá na to, aby se dostala do 4. řady. Je vtipná, zaměřená na postavy a troufám si to říct? Načasovaná, což je v recenzích stejně nadužívané slovo jako používání komiksového pravidla tří v Simpsonových.“.
Dennis Perkins z The A.V. Club ohodnotil epizodu známkou B− a uvedl: „Simpsonovi bývali, mohou být a občas stále jsou břitkým a vtipným kritikem popkultury jako takové a Šašek v manéži ukazuje, co se stane, když se tvůrci pořadu rozmáchnou a netrefí.“.
Šašek v manéži dosáhl ratingu 0,8 s podílem 3 a sledovalo ho 2,11 milionu lidí, čímž se Simpsonovi stali nejsledovanějším pořadem stanice Fox.
Scenárista Ryan Koh byl nominován na Cenu Sdružení amerických scenáristů za nejlepší animovaný díl na 71. předávání těchto cen za scénář k tomuto dílu.